# George Sanguinetti
George Samuel Sanguinetti Fellows (Recife, 1º de abril de 1945) é um médico, legista, professor, escritor e político brasileiro. Tornou-se conhecido nacionalmente por ter atuado no caso das mortes de Paulo César Farias e Suzana Marcolino, no de Denise Piovani, e no da menina Isabella Nardoni. Posteriormente em 2010, contratado no caso do goleiro Bruno, que foi indiciado pelo suposto homicídio de Eliza Samudio.
Sanguinetti foi quem apresentou um laudo que contrariou a tese de que Pablo Russel Rocha amarrou em um carro e arrastou até a morte Selma Heloísa Artigas da Silva.
Formado pela Faculdade de Ciências Médicas de Pernambuco, é especialista em Medicina Legal. É coronel-médico reformado pela Polícia Militar do Estado de Alagoas, ex-diretor do Instituto Médico Legal de Maceió, e lecionou Medicina Legal na Faculdade de Medicina da Universidade Federal de Alagoas por 32 anos.
Em junho de 1996 obtiveram destaque na mídia brasileira os desentendimentos entre os pareceres profissionais de Sanguinetti e de Badan Palhares no Caso PC Farias. Palhares processou Sanguinetti, acusando-o de ter afirmado que houve falhas graves no laudo que elaborara, sem que fossem apresentadas provas. Sanguinetti foi condenado a dois anos de prisão. À época, por ser réu primário, cumpriu pena alternativa, em liberdade.
É autor do livro "A morte de PC e Suzana: o dossiê Sanguinetti". Seu livro foi vencedor do 40º Prêmio Jabuti na categoria "Reportagem".